# Вонсович, Ипполит Ипполитович
Ипполит Ипполитович Вонсович вариант имени и фамилии Ипполит Дунин-Вонсович III (пол. Hipolit Wąsowicz, 23 сентября 1874  — 2 марта 1943) — политический деятель,  депутат Государственной думы III созыва от Плоцкой губернии.

## Биография
По национальности поляк, дворянского сословия. Сын Ипполита Дунин-Вонсовича герба Лебедь (1839, им. Ясень — 23.05.1917, Kamień Kmiecy) и Брониславы Марцеллы, урождённой Мрозинской, герба Прус (21.07.1849 — 18.07.1921). Выпускник Плоцкой гимназии. Окончил агрономический факультет Краковского университета, в тот момент в Австро-Венгрии. Вернувшись в Царство Польское, поселился в Плоцкой губернии в своём имении Ясень. Вёл активную общественную и хозяйственную деятельность. В 1905 году избран товарищем  председателя Плоцкого сельскохозяйственного общества, в 1906 участвовал в создании Центрального сельскохозяйственного общества. С 1904 член Национальной лиги. Владел землями в Липновском уезде площадью 600 десятин.
Участвовал в  выборах во II Государственную Думу, избран не был.
19 октября 1907 года избран в Государственную думу III созыва от общего состава выборщиков Плоцкого губернского избирательного собрания. Вошёл в состав Польского коло. Состоял в думской комиссии для выработки законопроекта об изменении действующего законодательства о крестьянах, комиссии о мерах борьбы с пожарами, комиссии о народном образовании, комиссии для рассмотрения законодательного предположения об упорядочении вывозной хлебной торговли за границу. После роспуска Думы к общественно-хозяйственной деятельности в Царстве Польском.
С 1913 по 1920 секретарь Центрального сельскохозяйственного общества. Во время оккупации Польши австро-германскими войсками в период Первой мировой войны сотрудничал с оккупационной администрацией. Вошёл в Главный опекунский совет, как его ездил в Берлин и Вену для обсуждения политического устройства будущей Польши.
С 1928 член Главного правления Национальной партии. Входил в руководство Банка кооперативных обществ, Союза Польских сельскохозяйственных организаций и других.
С 1920 года был советником, а с 1924 года вице-президент Земельного кредитного общества. В 1929 году кризисным управляющим Зимянского (помещичьего) банка (Ziemiański Bank) во время его ликвидации, после этого вышел на пенсию. 

Участник Польского сопротивления И. И. Вонсович, 1941.

Во время Второй мировой войны после того, как немцы оккупировали Липновский повят, Ипполит Вонсович был одним из первых арестован и заключён в тюрьму в Серпце. Но через несколько дней его отпустили благодаря ходатайствам  немецких жителей Ясиня и его окрестностей. В следующий раз он был депортирован после сбора землевладельцев, организованного немецкими властями в октябре 1939 года, но освобождён из-за преклонного возраста. В конце октября 1939 года он оставил своё имение и перебрался в Варшаву. Там в период немецкой оккупации он был членом Союза вооружённой борьбы и позднее Армии Крайовой, имел псевдоним «Dziadek» (Дедушка). Его главная задача заключалась в сборе взносов для этих организаций от землевладельцев из Варшавского воеводства. Он также занимался распространением прессы. 9 ноября 1942 года он был задержан как заложник и заключён в варшавскую тюрьму Павяк. Спустя неделю его депортировали в Майданек, где его лагерный номер был 3887. Он умер 2 марта 1943 года.
О его смерти родные узнали только через несколько месяцев.

## Семья
- Жена — Хелена урождённая Доручовская герба Несобя (1890—?)[2],
  - Дочь — Мария (1907—1977) замужем за Зигмунтом Обрембским (Obrębski, 1896—1969)[2]
  - Сын — Ипполит IV (1909—1925)[2]
  - Дочь — Ядвига Ванда (1913—1986) замужем за Казимежом Синиарским-Чаплицким (Siniarski-Czaplicki)[2]
  - Сын  — Тадеуш (1915—1953)[2], в 1939 году в чине капрала в 27 уланском полку, попал в плен в Восточной Пруссии, после освобождения из немецкого плена, воевал в корпусе генерала Андерса[1].
- Сестра — Бронислава (1874—1918), замужем за Мечиславом Кавчинским (?—1917)[3]
- Сестра — Ванда Людвика (1877—1931), замужем за Марианом Тымовским (1868—1925)[3]
- Брат —  Вацлав (1879—1935), жена Наталья Сариуш-Тарновская (1888—1959)[2]

### Архивы
- Российский государственный исторический архив. Фонд 1278. Опись 9. Дело 151.